# Heathcote

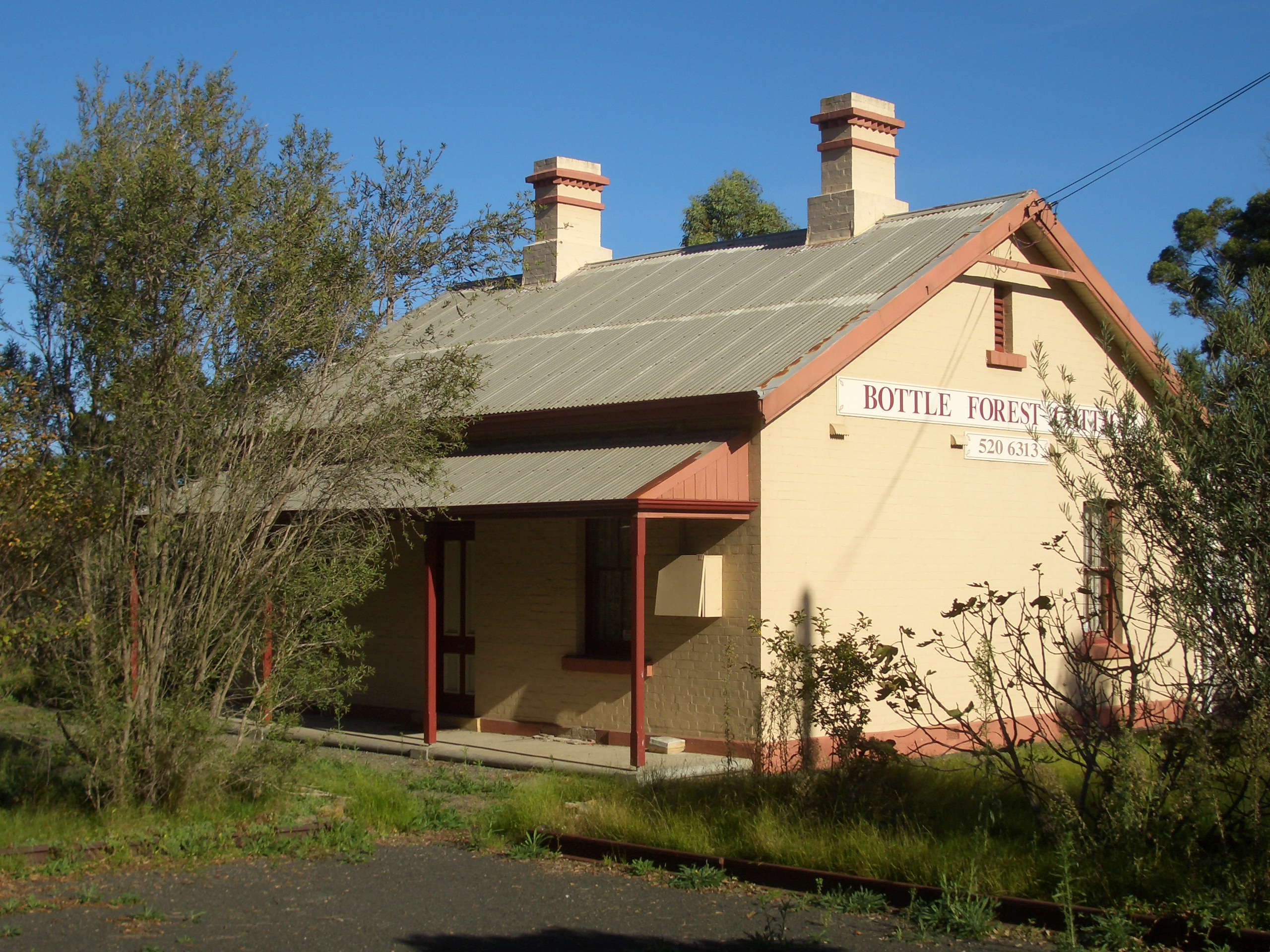
Una casa en Heathcote.

Heathcote es un suburbio de Sídney, Australia situado en la comuna de Sutherland. Está situado a 36 km al sur del Centro de Sídney en el South Coast. Está conectado con el centro de Sídney con un tren. Es un suburbio de 5500 habitantes.
- Datos: Q5550649
- Multimedia: Heathcote, New South Wales / Q5550649

1. ↑  Worldpostalcodes.org, código postal n.º 2233.